# Kastanienallee (Berlin-Prenzlauer Berg)
Die Kastanienallee in den Berliner Ortsteilen Prenzlauer Berg und Mitte ist eine Shopping- und Szenemeile. 1826 vom Unternehmer Wilhelm Griebenow angelegt, war sie der Beginn der systematischen Bebauung von Prenzlauer Berg. Entlang der Straße stehen überwiegend Häuser aus der Gründerzeit, an ihrem nördlichen Ende befindet sich Berlins ältester Biergarten, der Prater.

## Straßenverlauf
Zwei Kilometer nördlich des Alexanderplatzes beginnt die Kastanienallee als Verlängerung der Pappelallee an der Kreuzung mit der Schönhauser Allee. Sie läuft stadteinwärts in gerader Linie Richtung Süd-Südwest auf den Rosenthaler Platz zu. Knapp einen Kilometer lang, geht sie an der Kreuzung mit der Fehrbelliner Straße in den Weinbergsweg über. Die kreuzende Schwedter Straße markiert eine Ortsteilgrenze, der längere nördliche Teil der Kastanienallee gehört zu Prenzlauer Berg, der kleinere, südliche Teil zum Ortsteil Mitte. Die Hausnummerierung verläuft in  Hufeisenform, beginnend an der Schönhauser Allee.

## Verkehr

### Straßenbahn
1886 wurden in der Kastanienallee Schienen verlegt. Die erste Linie war die Nummer 51 der Großen Berliner Pferde-Eisenbahn mit direkter Verbindung zum Potsdamer Platz. Ab Oktober 1900 elektrifiziert, gab es bis 1975 am nördlichen Ende der Kastanienallee eine Wendeschleife zur Schönhauser Allee, zuletzt benutzt von der Linie 22. 2024 verkehrten in der Kastanienallee die Straßenbahnlinien M1 und 12 mit Verbindung zum Bahnhof Friedrichstraße.

### Fahrbahn und Gehwege

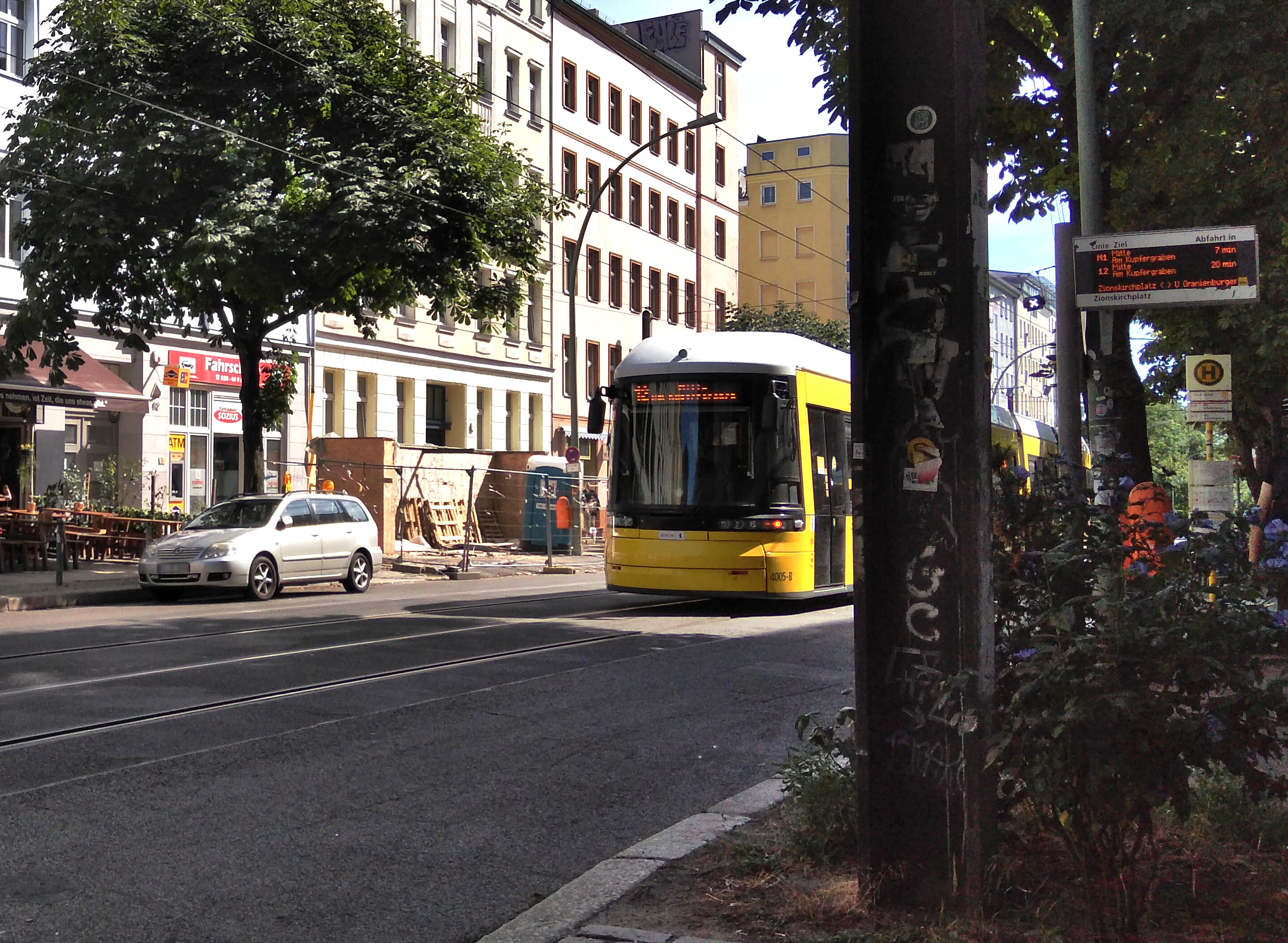
Haltestelle Zionskirchplatz, 2022

Auf dem Prenzlauer Berger Teil der Kastanienallee ließ die Bezirksverwaltung 2014 Fahrbahn und Gehwege erneuern. Angelegt wurden zwei neue Fahrradstreifen und Haltestellenkaps für die Straßenbahn. Die Fahrbahn wurde verbreitert und anstelle der Parkstreifen neue Parkbuchten in den Gehwegen angelegt. Eine Bürgerinitiative gegen den Umbau war an mangelnder Unterstützung aus der Bevölkerung gescheitert. 2016 wurde zwischen Schönhauser Allee und Oderberger Straße Tempo 30 eingeführt.
Die Kastanienallee ist – abgesehen von wenigen Ahorn- und Lindenbäumen – ausschließlich mit Kastanien (Aesculus hippocastanum) bepflanzt. Im Ortsteil Mitte ist der Baumbestand älter (meist 1980–1985) und teils nur auf einer Straßenseite vorhanden, nördlich der Schwedter Straße wurden fast alle Kastanien zwischen 1994 und 2004 neu angepflanzt.

## Geschichte

### Frühes 19. Jahrhundert: Auf demAcker tractus
Die Kastanienallee verläuft parallel zu den Grenzen des ehemaligen Acker tractus. 1780 wurde dieser langgestreckte Acker des Vorwerks Niederschönhausen separiert, seine Fläche zog sich in einem langen Streifen von der heutigen Fehrbelliner Straße nordostwärts bis hinter die Wisbyer Straße. 1823 erwarb der Kolonisator und Immobilienspekulant Wilhelm Griebenow das Vorwerk. Parallel zur Ostgrenze des alten Acker tractus verlaufend legte Griebenow 1826 zwei Erschließungsstraßen an und benannte sie nach den angepflanzten Bäumen Pappelallee und Kastanienallee. Die beiden Straßen gelten heute als der Beginn der systematischen Bebauung in Prenzlauer Berg.
Die von Griebenow angelegte Kastanienallee reichte 1826 von der Landstraße Chaussee nach Pankow stadteinwärts bis zum Feldweg Verlorener Weg (heute: Schönhauser Allee bis Schwedter Straße). Als eines der ersten Gebäude in der Gegend errichtete Griebenows Vorwerk um 1825 eine Ziegelei nahe dem südlichen Straßenende. 1829 wurde das Gebiet nach Berlin eingemeindet.
Nach der nur sehr langsam einsetzenden Bebauung durch Kolonisten wurde die Kastanienallee 30 Jahre später, Mitte der 1850er Jahre, bis etwa Höhe Fehrbelliner Straße stadteinwärts verlängert. Am dortigen Südende wurde ab 1862 der Weinbergsweg ausgebaut und an die Kastanienallee angeschlossen. Mit dieser Durchlegung entstand der Straßenzug Kastanienallee/Weinbergsweg, die Häuser der Kastanienallee wurden 1866 in die heutige Form umnummeriert.
Mit dem immer schneller fortschreitenden Stadtwachstum wurde 1861 der bestehende Verlauf der Kastanienallee in die Bebauungspläne von James Hobrecht übernommen und ihre lichte Weite auf sieben Ruthen (26,4 m) festgelegt. Ein im Plan vorgesehener Stadtplatz zwischen Kastanienallee und heutiger Choriner Straße wurde nach Widersprüchen Griebenows und weiterer Anlieger nicht realisiert.
Noch 1860 war die Kastanienallee ein Kiesweg, der sich in solch schlechtem Zustand befand, dass über Jahre hinweg Klagen bei der Stadtverwaltung eingingen. Die Bezirks-Vorsteher attestierten 1862 „schreiende Uebelstände“ wegen fehlender Entwässerung, bei Regenwetter war die Straße „für Fuhrwerk nur schwer, für Fußgänger aber gar nicht zu passieren.“ Erst 1863 genehmigte der Berliner Magistrat Gelder für die Pflasterung der Straße. Der Schriftsteller Julius Rodenberg bemerkte in den 1880er Jahren einen bereits alten Baumbestand:

„Dichte Gruppen alter, schöner Kastanien stehen in der Kastanien-Allee […] und sie geben, zumal in der Blütezeit, mit ihrem Grün und Silber der endlos langen Straße einen freundlichen, traut anheimelnden Charakter.“

### 1837: Bierausschank auf der grünen Wiese

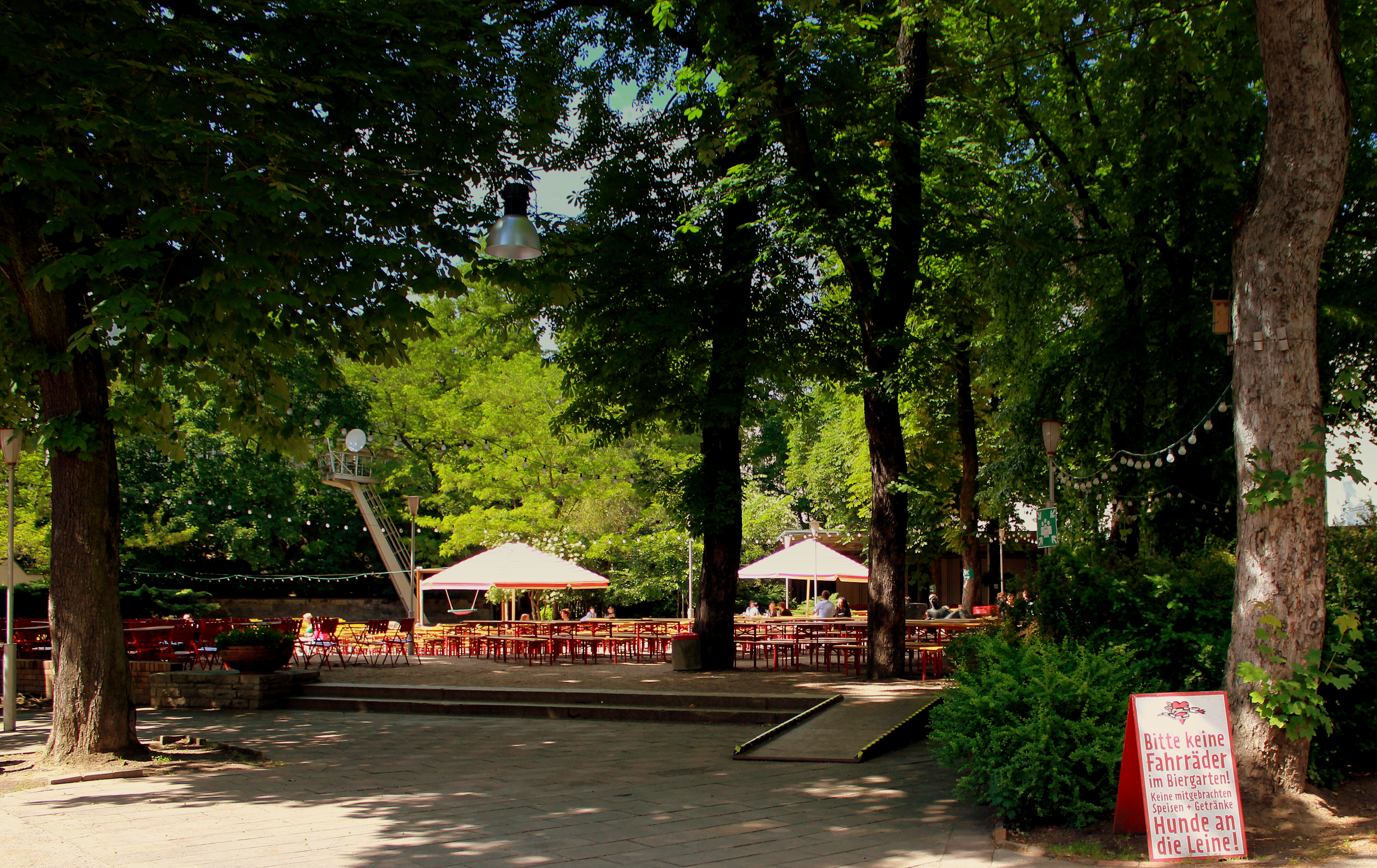
Prater-Garten, 2013

Als einer der frühen Anlieger erwarb 1832 der Maler, Viktualienhändler und invalide Unteroffizier C. F. Porath ein Grundstück an der Pankower Chaussee, spätere Adresse: Pankower Chaussee / Kastanienallee 6. Er soll dort bereits ab 1837 einen Bierausschank betrieben haben, registriert als Schankwirth war Porath ab 1843. Knapp zehn Jahre später übernahm Johann Kalbo das Anwesen und baute es zu einer großen Vergnügungsstätte aus, dem heutigen Berliner Prater.
Gegenüber dem Prater gelegen übernahm 1851 der Cafetier Carl Puhlmann ein Gartenlokal auf dem Grundstück zwischen Kastanienallee und der Schönhauser Allee 148. Puhlmann sowie Kalbo errichteten in den folgenden Jahren je eine große Freiluftbühne mit drei- und fünftausend Plätzen. Das Puhlmann-Theater wurde in den folgenden Jahrzehnten mehrfach um- und ausgebaut und blieb fast durchgehend in Familienbesitz bis zum Abriss 1963. Nachdem das Land Berlin als Eigentümer das Gelände 2011 an einen privaten Investor verkaufte, wurde es 2016 mit einem großen Wohn- und Bürokomplex bebaut.
Wenige Schritte südlich von Puhlmann befand sich von Mitte der 1840er bis in die 1890er Jahre die Baumschule Lorberg. Ihre Rosen- und Obstbaumplantagen erstreckten sich zu beiden Seiten der Kastanienallee entlang der späteren Oderberger Straße.

### Bebauung ab den 1850er Jahren
Zu den ältesten erhaltenen Gebäuden zählen der von Johann Kalbo 1856 erbaute straßenseitige Bau des Praters sowie das Schlennert’sche Haus des Poliers J. L. Schlennert in der heutigen Kastanienallee 77, erbaut um 1850.
Seit 1858 steht auf einem Hofgrundstück zur Schwedter Straße das Kurtz’sche Haus. 1865 als Mietshaus zur Kastanienallee ausgebaut, war es nach dem Zweiten Weltkrieg Standort der Sowjetischen Kommandantur und wird seit 1992 als Hotel genutzt.
Im heutigen Straßenbild der Kastanienallee stammt ein Großteil der Mietshäuser aus den späten 1870ern und 1880er Jahren, gekennzeichnet durch Souterrains, hohe Toreinfahrten, Fassaden geringer Plastizität sowie einem Drempel oder Attikageschoss. Nach Norden hin wurden zunehmend Häuser zwischen 1880 und 1910 errichtet, sie haben stärker plastische Fassaden mit Erkern, Balkonen sowie Erdgeschosse mit Ladenschaufenstern. Insgesamt 38 Gebäude standen 2024 unter Denkmalschutz.

### Ab 1858: Schulhof in der Kastanienallee 81–83

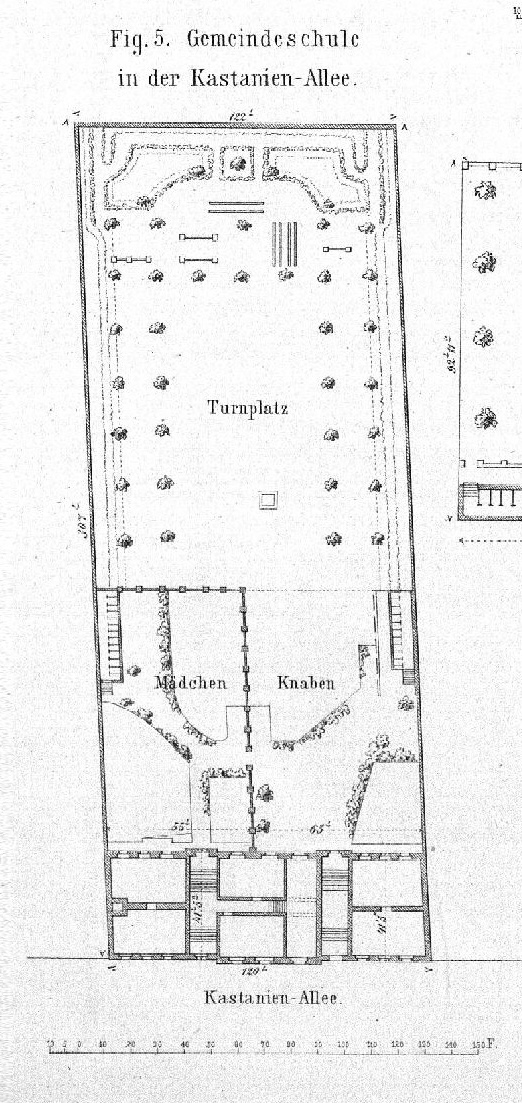
Schulhof, 1869

1857 genehmigte der Magistrat „die Errichtung einer neuen Communal-Schule vor dem Schönhauser Thore vorläufig mit 4 Klassen in einem hierzu in der Kastanien-Allee [Nr. 6] gemietheten Locale.“ Im darauffolgenden Jahr wurde sie als erste Schule nördlich des Schönhauser Tores eröffnet und bekam 1864 in der späteren Kastanienallee 82 einen eigenen Schulbau, einen dreigeschossigen Ziegel-Rohbau mit 14 Klassenzimmern nebst Lehrerwohnung.
Stadtbaurat Adolf Gerstenberg beschrieb das Gebäude als „solide, zweckmäßig und gut“ mit „Gesimsen aus gebranntem Thon, Schieferdach, massiven Treppen, Wasserheizung mit Niederdruck und selbstredend mit Ventilationsanlage.“

„Besonders wertvoll aber tritt den beiden schon an sich geräumigen Spielhöfen noch der außergewöhnlich große und schöne Turnplatz hinzu, der hier allein etwa 145 Quadratruthen [gut 2000 Quadratmeter] groß ist. Es war deshalb zulässig, denselben ringsum mit grünen Rasenbeeten und mit blühenden Sträuchern, sowie mit mehreren Baumreiben zu bepflanzen.“

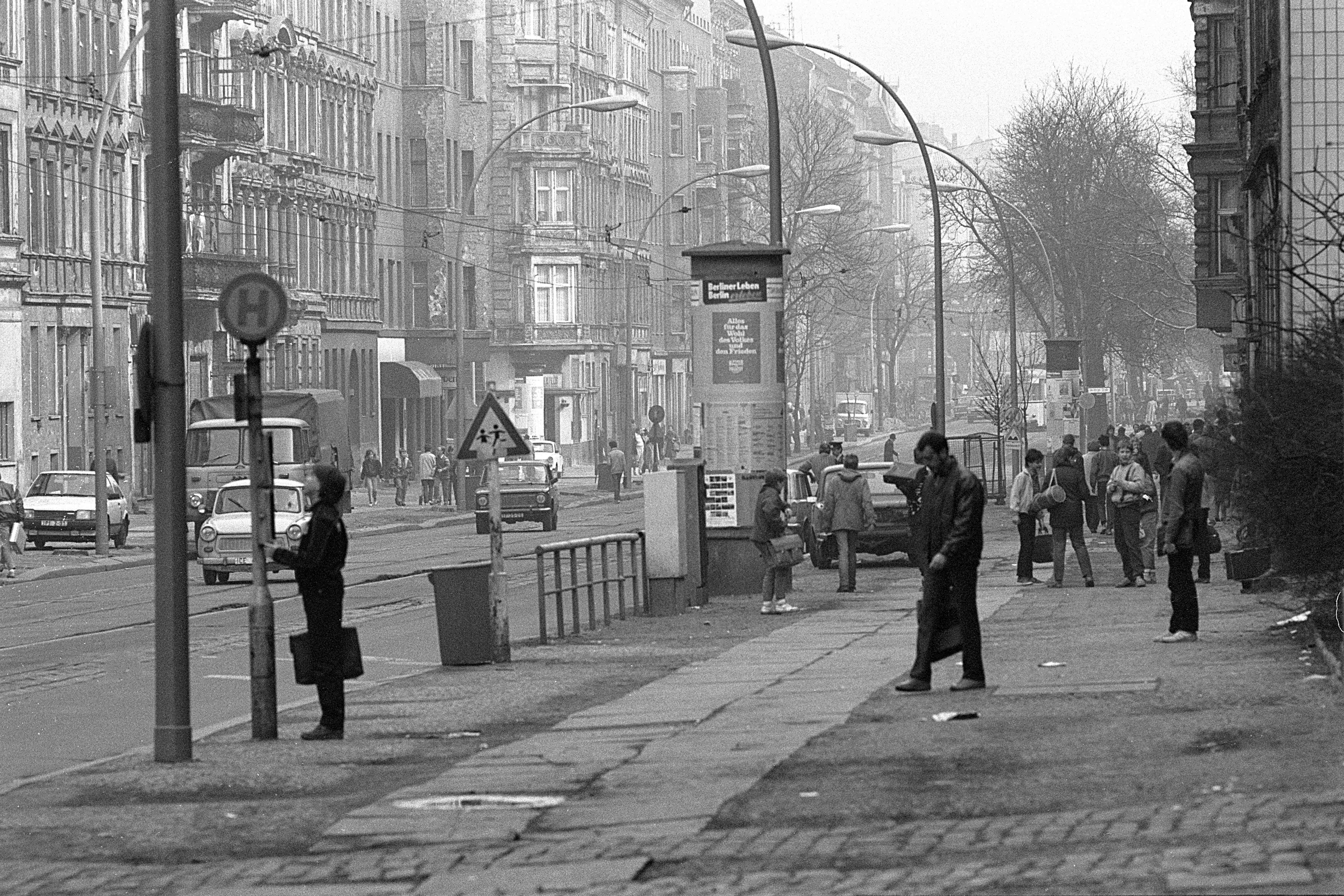
Vor der Kastanienallee 82, 1987

1896 wurde im Hof Nummer 81 ein Ergänzungsbau errichtet (171. Gemeindeschule) und gegenüberliegend 1902 die große 200./214. Doppel-Gemeindeschule mit Eingang an der Oderberger Straße. 1914 folgte die 10. Hilfsschule auf dem Hof der Kastanienallee 83. Nach dem Zweiten Weltkrieg wurden einige der beschädigten Gebäude abgerissen und an der Straßenfront Kastanienallee 82 wurde 1956–1958 die 3. Hilfsschule errichtet, ab 1999 hatte sie den Namen Gustav-Eiffel-Schule. 2005 zog Barbara Jaeschke mit ihrer 1983 als Göttingen Language School gegründeten Sprachenschule in die Gebäude. Mehrfach ausgebaut, erstreckte sich der GLS-Campus 2024 über die Höfe bis zum ehemaligen Stadtbad Oderberger Straße.

### 1881:Luxuspapiervon Kutzner & Berger

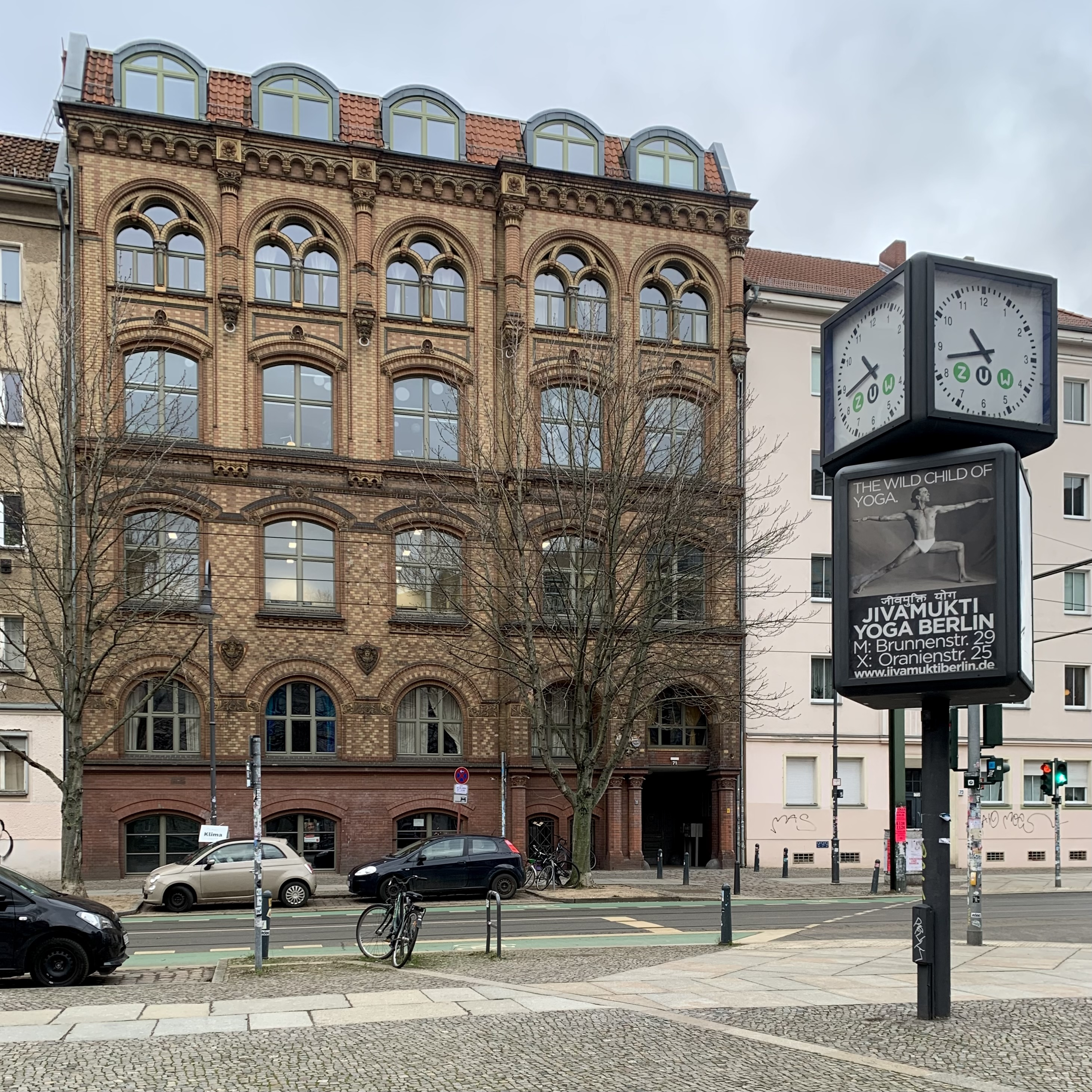
Kastanienallee 71, 2024

In der Kastanienallee 71 baute Hans Boesche 1881 für seine Luxuspapierfabrik und chromolithographische Kunstanstalt Kutzner & Berger ein Fabrik- und Verwaltungsgebäude, in dem der Betrieb bis 1906 ansässig war. 1925 erwarb die evangelische Freikirche Heilsarmee das Gebäude und baute es zu einem Männerhospitz (Obdachlosenheim) um. Während des Zweiten Weltkriegs waren dort 200 der Zwangsarbeit unterworfene Frauen und Männer untergebracht. In der DDR enteignet, bekam die Heilsarmee 1994 das Gebäude rückübertragen und das Haus war kurzzeitig von obdachlosen Jugendlichen besetzt. Nach gescheiterten Sanierungsplänen verkaufte die Heilsarmee 1997 große Teile des Komplexes, 2024 wurden die denkmalgeschützten Gebäude vornehmlich für Büros und Loftwohnungen genutzt.

### 1892: Die Filmpioniere Skladanowsky
Auf dem Dach des Eckhauses Kastanienallee 103 / Schönhauser Allee 146 fertigte der Filmpionier Max Skladanowsky 1892 mit einem selbstgebauten Kino-Aufnahme Apparat Reihenaufnahmen seines Bruders Emil an. Die Aufnahme war Vorläuferin des ersten Bioskop-Films von 1895, uraufgeführt im Pankower Lokal Feldschlößchen. Zu Ehren der Skladanowskys wurde 1995 ein Mosakikstreifen im Pflaster der Kastanienallee verlegt.

### Leistenfabrik Rosenfeld – Tanzhaus DOCK 11
1895 gründete Arnold Rosenfeld in der Kastanienallee 79 eine Antik- und Eichenleistenfabrik, die unter anderem Bilderrahmen herstellte. Rosenfelds Sohn und Erbe war der sozialistische Politiker und berühmte Anwalt Kurt Rosenfeld, der nach der „Machtergreifung“ von den Nationalsozialisten verfolgt wurde. 1933 wurde die Kastanienallee 79 von der Gestapo beschlagnahmt.
In den Räumen der alten Leistenfabrik gründeten zwei Hamburgerinnen 1994 das Tanzhaus DOCK 11.

### 1899–1948: Schokoladenfabrik G. Cyliax

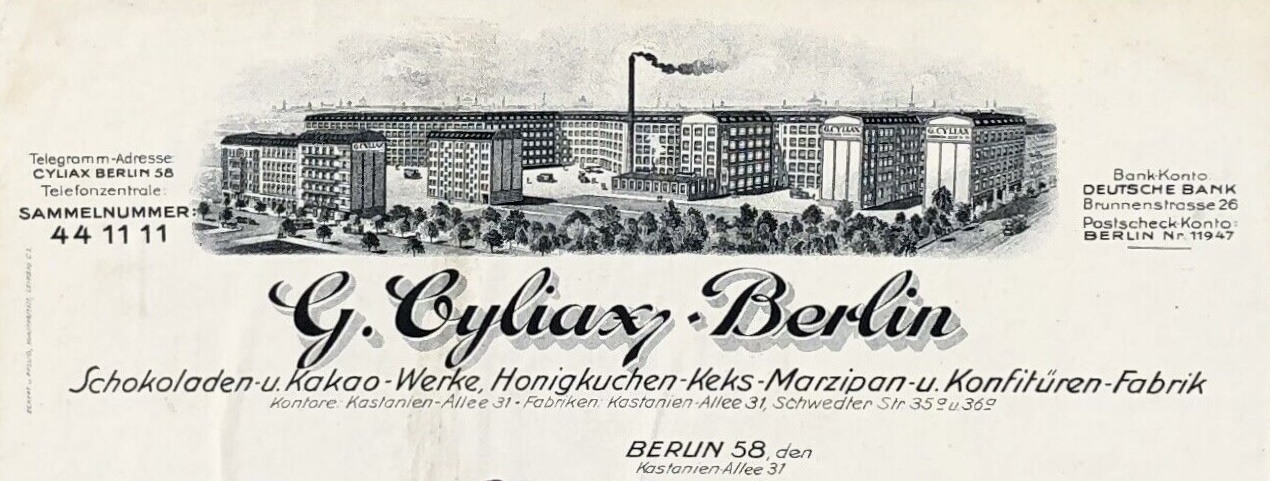
Schokoladenfabrik Cyliax, Kastanienallee 31, 1930er Jahre

1899 verlegte Gustav Cyliax seine Electrische Chocoladen-, Honigkuchen- und Marzipanfabrik aus Berlin-Kreuzberg in die Schwedter Straße 35a und baute den Betrieb weiter aus, sodass er 1904 über die Hinterhöfe bis an die Kastanienallee 31 reichte. Cyliax hatte 1902 rund einhundert Angestellte, und er eröffnete zahlreiche Verkaufsläden, Anfang des 20. Jahrhunderts gab es in Berlin 87 Cyliax-Filialen. Nach seinem Tod 1939 produzierte der Betrieb während des Zweiten Weltkriegs für die Wehrmacht und wurde 1948 in der DDR verstaatlicht. Cyliax’ Nachfolger zogen nach Berlin-Tiergarten, ihr Schokoladengeschäft ging 1973 in die Firma Etzler über. In der alten Hinterhof-Fabrik betrieb der VEB Kombinat Robotron ein Computer Service-Center, 2009 wurde ein Gebäudeteil zu Loftwohnungen umgebaut.

### 1901–1982: Judenmission in der Messiaskapelle
Im Hof der Kastanienallee 22 errichtete die landeskirchliche Gesellschaft zur Beförderung des Christentums unter den Juden 1901 eine Kapelle mit knapp 100 Plätzen, die sich im Nationalsozialismus zum zentralen Berliner Ort der Judenmission entwickelte. Bis 1941 wurden dort mehr als 700 Menschen jüdischer Herkunft getauft, dennoch wurden 84 von ihnen deportiert und in Konzentrationslagern ermordet. 1941–1945 von den Nazis geschlossen, wurde die Messiaskapelle 1982 in der DDR entweiht. Die St. Elisabeth Stiftung als Eigentümerin verkaufte das Gebäude 2008,
der Komplex steht heute unter Denkmalschutz.

### Zweiter Weltkrieg: Zwangsarbeit und Zerstörung
In einem Gebäude in der Kastanienallee im Ortsteil Mitte unterhielten die Nationalsozialisten 1941 ein Außenlager des KZ Sachsenhausen. Zur Zwangsarbeit unterworfene Menschen waren außerdem in den Betrieben von Biedermann & Czarnikow (Kastanienallee 12, 59 Personen), Gustav Cyliax (Kastanienallee 31) und Siemens & Halske (Kastanienallee 71, 200 Personen) untergebracht. Weitere Zwangsarbeiterlager befanden sich in der Kastanienallee 17 und 76/77.

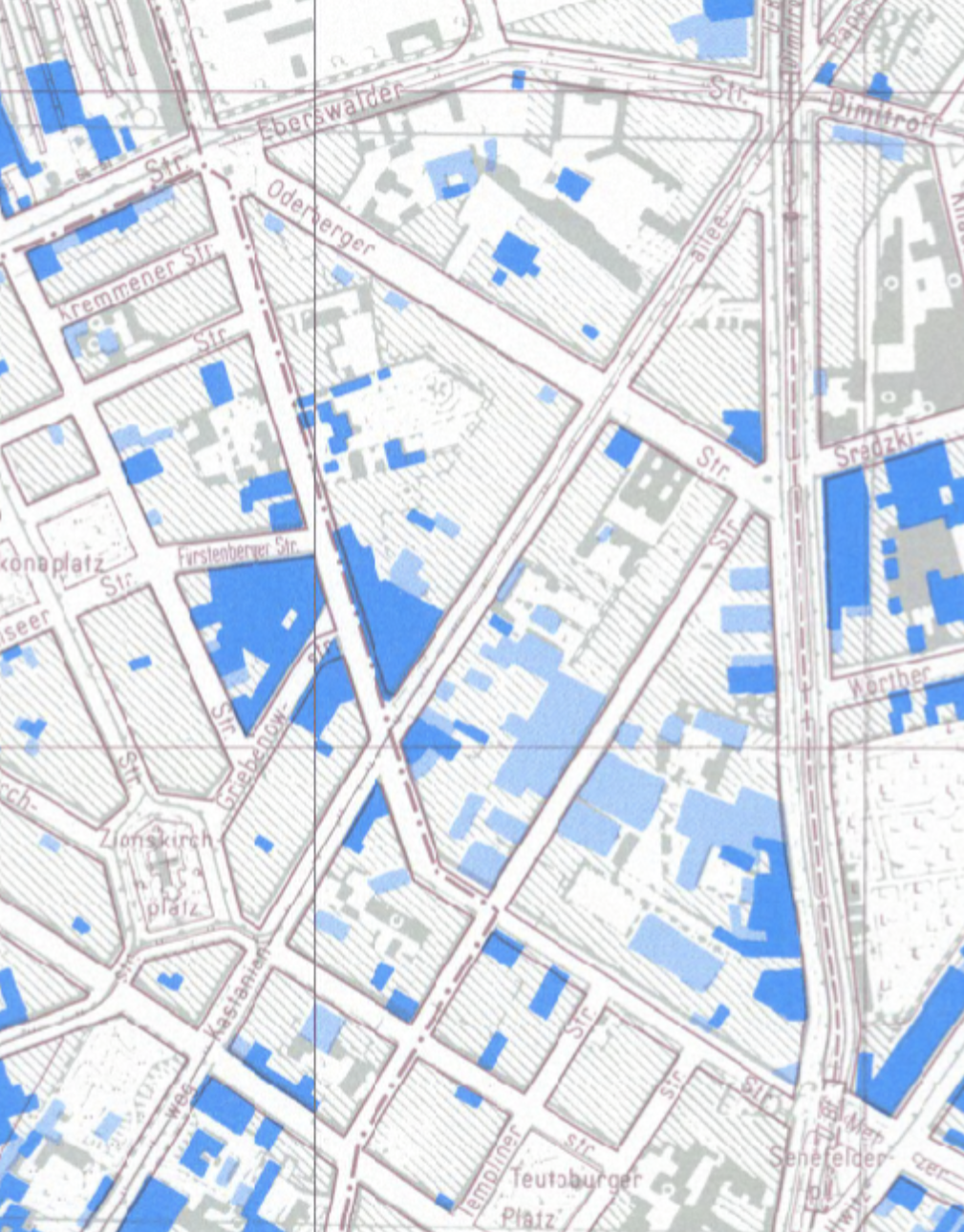
Gebäudeschäden, 1945

Die Ecke Kastanienallee / Oderberger Straße war Ort der ersten größeren Kriegsschäden in Prenzlauer Berg. Am 24. September 1940 detonierte auf dem Straßenland vor der Kastanienallee 88/89 eine britische Fliegerbombe, eine weitere Sprengbombe traf das Hofhaus Kastanienallee 90 und zerstörte das Dach und das vierte Stockwerk. Drei Tage darauf detonierte im Hof eine unentdeckte Langzeitzünderbombe und beschädigte die umliegenden Gebäude schwer, darunter die Oderberger Straße 56. Drei Menschen starben, mehr als 300 wurden obdachlos.
Beim ersten Angriff mit blockbuster Luftminen über Berlin am 1. März 1943 traf eine Bombe der Royal Air Force das Zwangsarbeiterlager im vierten Quergebäude der Kastanienallee 12 am späteren Hirschhof. Zwei Insassen wurden getötet und 46 verletzt, das Gebäude wurde „total zerstört“, angrenzend wurden mehrere Hofgebäude der Oderberger Straße 15 bis 18 schwer beschädigt.
Während des Krieges wurde fast die gesamte Eckbebauung an der Kreuzung mit der Schwedter Straße durch Bomben zerstört. Bei einem der größten britischen Luftangriffe auf Berlin von 23. bis 27. November 1943 wurden mehrere Gebäude in der Kastanienallee 31 und 32 getroffen, als Totalschaden galt auch ein Haus der Firma Cyliax. Weitere Brand- und Sprengbomben trafen die Kastanienallee bei einem britischen Fliegerangriff am 15. Februar 1944. Die Gartenbühne des Praters brannte ab.
Auf dem Schulgelände Kastanienallee 81-83 wurden drei Gebäude beschädigt, die Häuser der früheren 15. und 171. Gemeindeschule wurden später abgerissen. Eine große Mehrzahl der Gebäude in der Kastanienallee überstand den Krieg gering- oder unbeschädigt. Die großen Brachflächen Kastanienallee Ecke Schwedter Straße wurden Anfang der 1950er Jahre als Zirkusplatz genutzt und 1955–1957 mit mehreren Wohn- und Geschäftshäusern bebaut. Für 15 aus der Kastanienallee deportierte und ermordete Menschen waren 2024 Gedenksteine im Straßenpflaster verlegt.

### 1982–1990er Jahre: Bürgerbewegung auf dem Hirschhof

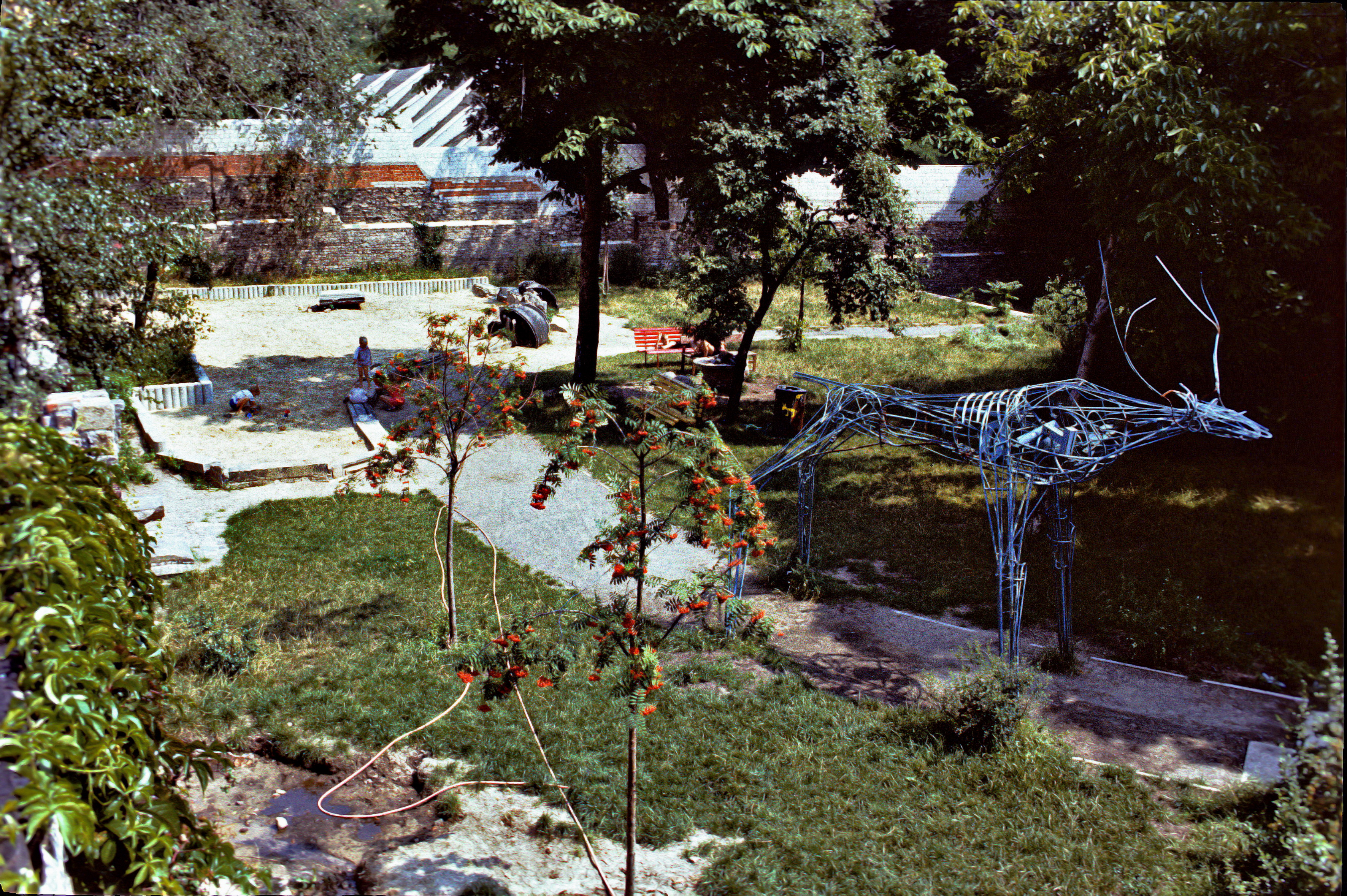
Hirschhof, 1988

Auf den zusammengelegten Hofgrundstücken der Kastanienallee 10–12 befand sich von 1982 bis in die frühen 1990er Jahre der Hirschhof. Von Anwohnern begrünt und mit einem kleinen Amphitheater bebaut, fanden dort mithilfe des lokalen Wohnbezirksausschuss’ Feste und Konzerte statt, und der Hof entwickelte sich zu einem bedeutenden Treffpunkt einer alternativen DDR-Bürgerbewegung. Anfang der 1990er Jahre verlor er an Bedeutung und wurde um 2000 privatisiert und geschlossen. Eine Widmung der Hoffläche als öffentliches Gartendenkmal scheiterte vor Gericht. Seit 2012 befindet sich direkt westlich angrenzend ein Spielplatz samt Nachbarschaftshaus, genannt Neuer Hirschhof mit Zugang von der Oderberger Straße.

### 1990–1995: Besetzte Häuser

#### Kastanienallee 86 (1990)

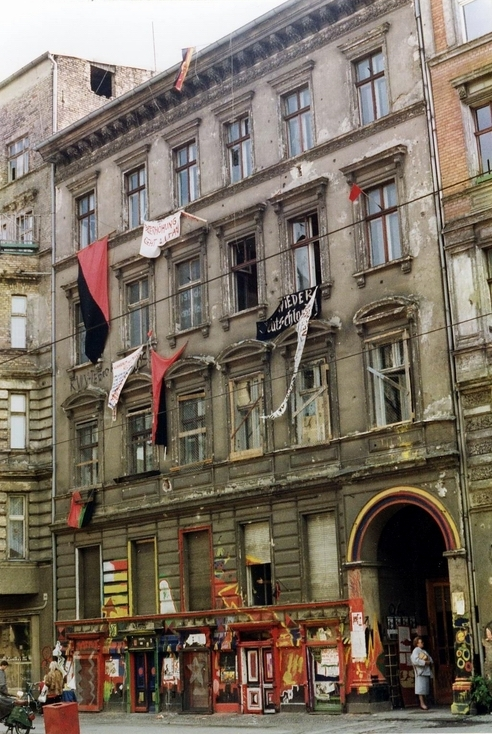
Kastanienallee 86, 1990

Bis 1879 noch Teil der Baumschule Lorberg wurde auf dem Grundstück 1880 ein Mietshaus errichtet, 1902 rückseitig eng umbaut von einer hohen Brandmauer der Gemeindeschule. In der DDR von der Kommunalen Wohnungsverwaltung entmietet, stand das verfallende Haus leer und wurde im Mai 1990 von ehemaligen Bewohnern der geräumten Mainzer Straße erst besetzt und kurz darauf gemietet. Im Hofgebäude bildete sich ein neuer Stadtort des schwulen Wohnprojekts Tuntenhaus.

#### Kastanienallee 77 (1992–1994)
Nachdem eine studentische Gruppe der Hochschule der Künste das Haus seit 1992 als Kunstaktion besetzt hielt, erwarb 1994 die Stiftung Umverteilen das Gebäude. Bis 1998 wurde es mit Eigenarbeit der Hausgruppe und öffentlichen Geldern für insgesamt 4,7 Millionen DM saniert und steht seitdem unter Selbstverwaltung. Seit 1998 befindet sich im Vorderhaus das Lichtblick-Kino, mit 32 Sitzplätzen eines der kleinsten Programmkinos in Berlin.

#### Kastanienallee 71 (1994–1995)
Die Heilsarmee bekam ihr altes Obdachlosenwohnheim und ehemaliges Gebäude der Luxuspapierfabrik im Jahr 1994 rückübertragen. Kurz darauf, im Winter 1994–95 besetzte eine Gruppe obdachloser Jugendlicher das Haus und erstritt sich nach mehrfachen Hausräumungen schließlich einen einjährigen Mietvertrag. Als ein Ergebnis dieser Hausbesetzung gründete die Bezirksverwaltung eine Krisenunterkunft für Jugendliche in der Schönhauser Allee, die 2024 von der Pfefferwerk gGmbH betrieben wurde.

### Seit den 1990er Jahren: Im Ausgehviertel
„Die Kastanienallee ist ein gutes Beispiel für Veränderung. Vor und kurz nach der Wende war sie eine langweilige, völlig unattraktive Straße.“

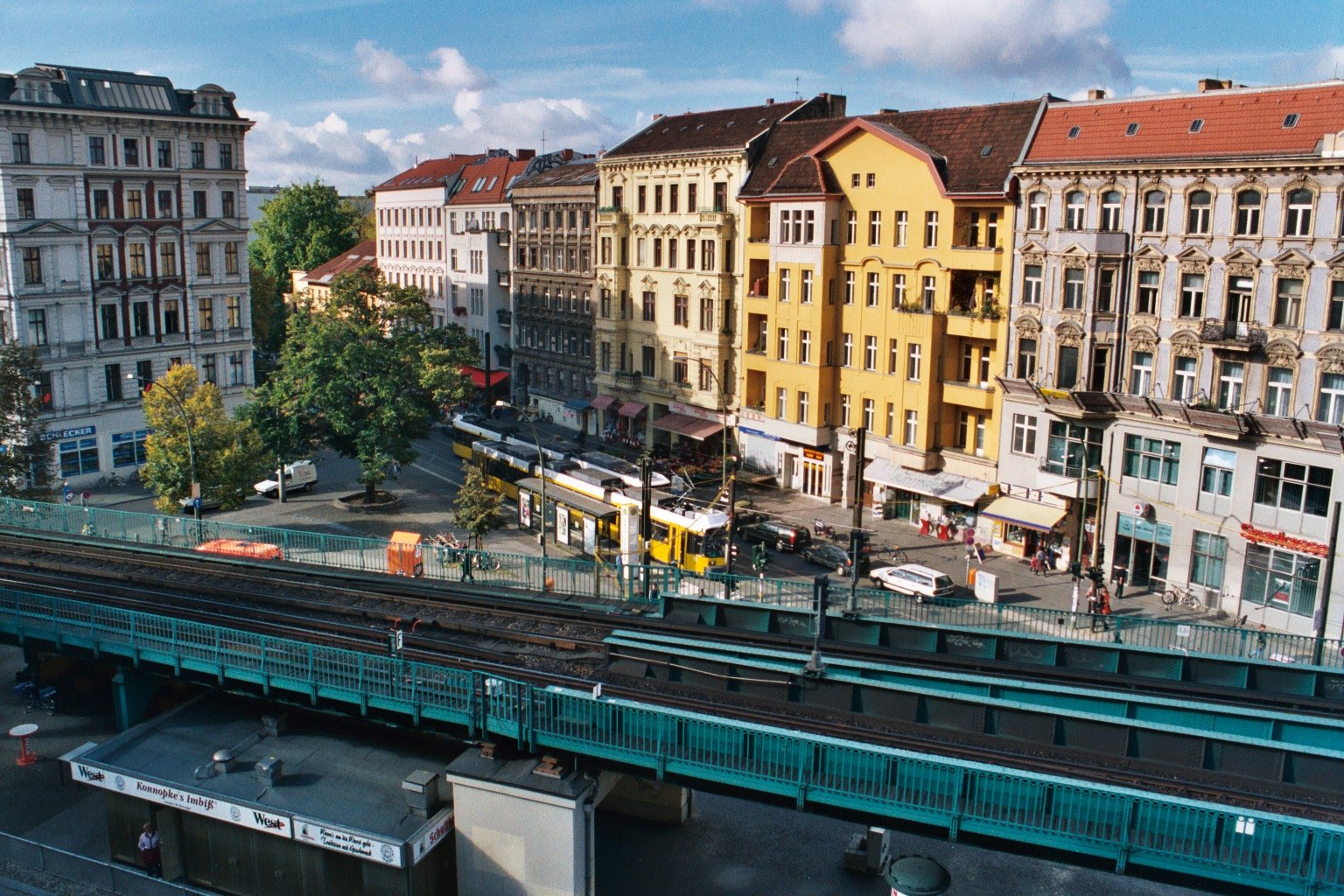
Kastanienallee, ca. 2003

Zu Beginn der 1990er Jahre waren die gründerzeitlichen Wohnhäuser um die Kastanienallee in einem „schlechten baulichen Zustand“: Etwa die Hälfte der Wohnungen hatten Außentoiletten, jede vierte Wohnung kein Bad und nahezu alle wurden mit Kohleeinzelöfen beheizt. Parallel zur einsetzenden Sanierung der Häuser wurde die Kastanienallee zu einem beliebten Wohn- und Ausgehviertel. 1992 eröffnete die Volksbühne am Rosa-Luxemburg-Platz eine Spielstätte im Berliner Prater. Zahlreiche Gastronomie siedelte sich an. Mit fortschreitender Gentrifizierung galt die Kastanienallee in den 2000er Jahren als eine der „hippsten Straßen der Stadt“, als „Szeneviertel insbesondere für Künstler und Modemacher“.

„Die Kastanienallee […] ist ein Aushängeschild, ein Symbol für das Nachwendeberlin. Sie ist Flaniermeile, Touristenmagnet und mit ihren Bars und Cafés ein sozialer Treffpunkt für Künstler, Anwohner und Besucher von Prenzlauer Berg.“

## Persönlichkeiten
- Carl Jessen (1821–1889), Botaniker, wohnte in der Kastanienallee 69[80]
- Hermann Jahnke (1845–1908), Lehrer und Autor, wohnte in der Kastanienallee 22[81]
- Ernst Knaack (1914–1944), Kommunist und Widerstandskämpfer, wohnte in der Kastanienallee 16
- Peter Woelck (1948–2010), Fotograf, lebte 1982–2010 in seinem Atelier Kastanienallee 36a
- Harald Hauswald (* 1954), Fotograf, zog 1980 in die Kastanienallee 11[82]
- Nina Hagen (* 1955), Sängerin, wohnte ab 1970 in die Kastanienallee 55[83]
- Matthias Roeingh (* 1960), Mitbegründer der Loveparade, wohnte von 2007 bis 2013 in der Kastanienallee[84]
- Terézia Mora (* 1971), Schriftstellerin, wohnte Anfang der 1990er Jahre in der Kastanienallee[85]

## Wissenswertes
- In der Kastanienallee 100 eröffnete der Künstler Skip Pahler 1967 die Galerie am Prater, 1973 wurde sie zur ersten kommunalen Galerie in Prenzlauer Berg. 2005 zog sie auf die gegenüberliegende Straßenseite und heißt seitdem Galerie im Prater / Prater Galerie.[86]
- Kastanienallee – Texte und Kommentare ist der Name eines 1987 erschienenen Werkes der Schriftstellerin Elke Erb (1938–2024).
- Die Kastanienallee hatte seit den frühen 2000er Jahren den Spitznamen Castingallee.[87] 2007 schrieb der Kabarettist Rainald Grebe ein gleichnamiges Lied.
- In Berlin heißen insgesamt sieben Straßen Kastanienallee.[88]